# ديفيد إس. براون
ديفيد إس. براون (بالإنجليزية: David S. Brown)‏ هو مؤرخ أمريكي، ولد في 1966.